# Cratere Yat
Yat  è un cratere sulla superficie di Marte.